# Nathalie Armbruster
Nathalie Armbruster, född 2 januari 2006 i Freudenstadt, är en tysk idrottare som tävlar i nordisk kombination. Hennes främsta meriter är tre silvermedaljer vid olika världsmästerskapen i nordisk skidsport och tre vinster vid deltävlingar av världscupen i nordisk kombination 2024/2025.
Armbruster började som barn med terränglöpning, längdåkning, simning och rullskridskolöpning. Hon gjorde 2014 sina första försök i backhoppning och när hon var 16 år gammal ingick hon för första gången i Tysklands nationalteam i nordisk kombination. Hon vann 2022 en bronsmedalj i den individuella tävlingen vid juniorvärldsmästerskapen och en guldmedalj med laget. Armbruster deltar sedan 2023 i världscuptävlingar och i februari 2025 vann hon som första kvinnliga tyska idrottar en deltävling i världscupen.
Vid slutet av världscupen 2022/2023 var hon näst bäst efter Gyda Westvold Hansen. I samband med den tyska motsvarigheten till Årets idrottare (Sportler des Jahres) 2023 fick Armbruster utmärkelsen "Årets rookie".